# Новоградка
Новоградка (чеш. Novohradka) — река в Чехии, протекает по территории Пардубицкого края. Правый приток реки Хрудимки. Длина 49,2 км, площадь водосборного бассейна 470 км².
Берёт начало у города Просеча на Верхнесвратской возвышенности на высоте 649,2 м над уровнем моря. Протекает через населённые пункты Луже, Енишовице, Хроустовице. Западнее Ярошова река прорыла в песчаниках мелового периода сеть гротов, где возник пещерный город Туловцовы-Маштале. Впадает справа в реку Хрудимку на территории села Угржетиска-Льгота на высоте 229,9 м над уровнем моря. Общая длина 49,2 км.
Площадь водосборного бассейна 470 км². На территории водосборного бассейна расположены 597 водных объектов общей площадью 247 га, крупнейшие из которых — пруды Горецкий (31,6 га) и Горжичка (29,8 га). Важнейшие притоки — Лежак (длина 31 км), Жейбро (30,8 км) и Кроунка (24,1 км, все левые). Среднегодовой расход воды в 2,1 км от устья 2,52 м³/с.